# 大治町立大治南小学校
大治町立大治南小学校（おおはるちょうりつ おおはるみなみしょうがっこう）は、愛知県海部郡大治町にある公立小学校。

## 校区
- 大治町南部の小学校である。大字中島（字深田の一部)、大字馬島（字西深田の一部)、大字三本木、大字砂子、大字鎌須賀が校区であり、公立中学校の場合の進学先は大治町立大治中学校である[1]。

## 沿革
- 1973年（昭和48年）4月 - 大治村立大治小学校から分離し、大治村立大治第二小学校として開校。
- 1975年（昭和50年）4月1日 - 大治村が町制施行して大治町となる。同時に大治町立大治第二小学校に改称する。
- 1977年（昭和52年）4月1日 - 大治町立大治南小学校に改称する。
- 1980年（昭和55年） - 南館が完成する。

## 交通アクセス
- 名鉄バス名古屋・津島線「大治役場前」バス停より徒歩約12分。

栄（オアシス21）より【40系統】「大坪」行。【43系統】「津島駅」行。
名鉄バスセンターより【41系統】「大坪」行。【44系統】「津島駅」行。
- 名古屋市営バス名駅24号系統・中村14号系統「西条」バス停より徒歩約15分。

名古屋駅より【名駅24系統】「大治西条」行。
中村公園駅より【中村14系統】「大治西条」行。
- 大治町福祉巡回バス　Aコース、Bコース「総合福祉センター」より徒歩1分。

## 周辺施設
- 大治町立大治小学校
- 名古屋市立赤星小学校
- 名古屋市立千音寺小学校
- 大治南保育園
- 大治町総合福祉センター
- 名古屋銀行大治支店
- あいち銀行大治中央支店
- 名古屋第二環状自動車道大治南IC
- 名古屋第二環状自動車道大治本線料金所
- 大治自動車学校